# Darij
Darij je moško osebno ime.

## Različice imena
Dare, Darej, Darian, Darijan, Darijo, Darino, Dario, Darjan, Darjo, Darko

## Izvor imena
Ime Darij izhaja iz lat. imena Darius, to pa se prek gr. Δαρειος (Daréios) razlaga iz staroperzijskega Dârayavalnuš, v srednjeveških iranskih besedelih skrajšano v Dârây, ki v prenesenem pomenu besede pomeni »posestnik, mogočnež«.

## Pogostost imena
- Leta 1994 je bilo po podatkih iz knjige Leksikon imen Janeza Kebra v Sloveniji 146 nosilcev imena Darij. Ostale različice imena, ki so bile še v uporabi: Dare (21), Darian (13), Darijan (112), Darijo (122), Darino (4), Dario (278), Darjan (371), Darjo (274) in Darko (6310).
- Po podatkih Statističnega urada Republike Slovenije pa je bilo na dan 31. decembra 2007 v Sloveniji število moških oseb z imenom Darij: 133.[2]

## Osebni praznik
V koledarju sta Darij, mučenec god praznuje 12. aprila, in Darij mučenec v Rimu, god praznuje 24. avgusta.

## Znane osebe
Iz imena Darij je izpeljan priimek Darian, ki ga je imel znani slovenski tenorist Ado Darian. Iz grške oblike imena izhaja Darej. Tako so se imenovali trije znani perzijski kralji Darej I., Darej II. in Darej III.